# Carol Weld
Carol Weld, née le 19 mars 1903 à New York et morte le 31 mars 1979 à Miami, est une journaliste américaine. Durant sa carrière, elle est journaliste pour divers titres de presse new-yorkais et travaille comme correspondante de presse à Paris. Elle est l'un des membres fondateurs de l'Overseas Press Club et collabore avec Frank Buck à l'ouvrage Animals Are Like That.

## Biographie
Florence Carol Greene est née le 19 mars 1903 à New York. Elle est la fille de Sonia Greene et la belle-fille de H. P. Lovecraft.   
En tant que journaliste, elle travaille dans les équipes locales du New York American et du New York Herald Tribune ,. Elle travaille également à la fin des années 1920 pour le Brooklyn Daily Eagle,.
Elle est l'un des membres fondateurs de l'Overseas Press Club et collabore avec Frank Buck à l'ouvrage Animals Are Like That.
Dans un courrier publié par le Paris Tribune en 1934, un lecteur croit reconnaître Carol Weld derrière le pseudonyme « Beau-Peep ».
Elle affirme être la première Américaine à rendre compte de l'abdication du roi britannique Édouard VIII en 1936.
Pendant la Seconde Guerre mondiale, Weld travaille pour la British American Ambulance Corp en tant qu'organisatrice et coprésidente du comité de la côte ouest pour l'American Volunteer Ambulance Corps en France.
Elle meurt le 31 mars 1979 à Miami,.